# Вторая Васильевка
Вторая Васильевка — деревня в Покровском районе Орловской области России.
Входит в состав Даниловского сельского поселения.

## География
Деревня расположена южнее административного центра поселения — села Даниловка вдоль автомобильной трассы Р-119, где имеются остановки общественного транспорта. На въезде во Вторую Васильевку находится кафе «Покровские ворота».
В деревне имеется одна улица — Придорожная.

## Население
| 2010 |
| ---- |
| 28   |